# Kanton Morlaix
Morlaix is een kanton van het Franse departement Finistère. Het kanton maakt deel uit van het arrondissement Morlaix.

## Gemeenten
Het kanton Morlaix omvatte tot 2014 de volgende 4 gemeenten:
- Morlaix (hoofdplaats)
- Plourin-lès-Morlaix
- Sainte-Sève
- Saint-Martin-des-Champs

Na de herindeling van de kantons bij decreet van 13 februari 2014, met uitwerking op 22 maart 2015, telde het kanton 11 gemeenten.
Op 1 januari 2016 werden de gemeenten Loc-Eguiner-Saint-Thégonnec en Saint-Thégonnec samengevoegd tot de fusiegemeente (commune nouvelle) Saint-Thégonnec Loc-Eguiner.
Sindsdien omvat het kanton volgende 10 gemeenten:
- Carantec
- Henvic
- Locquénolé
- Morlaix
- Pleyber-Christ
- Plounéour-Ménez
- Saint-Martin-des-Champs
- Saint-Thégonnec Loc-Eguiner
- Sainte-Sève
- Taulé